# Enoplolabus
Enoplolabus es un género de coleópteros curculionoideos de la familia Attelabidae. Habita en Asia (Indonesia, Malasia, China, Laos, Myanmar, Tailandia, Vietnam). Voss describió el género en 1925 como subgénero de Lamprolabus. Esta es la lista de especies que lo componen:
- Enoplolabus gestroi Faust, 1894
- Enoplolabus malaccensis Heller, 1922
- Enoplolabus sandacanus Heller, 1922